# 1978-as labdarúgó-világbajnokság-selejtező (UEFA – 6. csoport)
Az 1978-as labdarúgó-világbajnokság európai 6. selejtezőcsoportjának mérkőzéseit, és a csoport végeredményét tartalmazó lapja. A csoportban körmérkőzéses, oda-visszavágós rendszerben játszottak egymással a labdarúgó-válogatottak. A selejtezőket 1976. június 16. és 1977. október 30. között rendezték. A csoport győztese automatikus résztvevője lett az 1978-as labdarúgó-világbajnokságnak.
A csoportban Norvégia, Svájc és Svédország szerepelt.
Svédország jutott ki az 1978-as világbajnokságra.

## Tabella
| Hely. | Csapat     | M | Gy | D | V | G+ | G– | Gk | P | Továbbjutás                          |     | Svédország | Norvégia | Svájc |
| ----- | ---------- | - | -- | - | - | -- | -- | -- | - | ------------------------------------ | --- | ---------- | -------- | ----- |
| 1.    | Svédország | 4 | 3  | 0 | 1 | 7  | 4  | +3 | 6 | Kijutott az 1978-as világbajnokságra |     | —          | 2–0      | 2–1   |
| 2.    | Norvégia   | 4 | 2  | 0 | 2 | 3  | 4  | −1 | 4 |                                      |     | 2–1        | —        | 1–0   |
| 3.    | Svájc      | 4 | 1  | 0 | 3 | 3  | 5  | −2 | 2 |                                      | 1–2 | 1–0        | —        |       |

## Mérkőzések
| 1976. június 16. |

| Svédország                   | 2 – 0       | Norvégia |
| ---------------------------- | ----------- | -------- |
| B. Andersson 27' Sjöberg 42' | Jegyzőkönyv |          |

| Råsunda Stadion, Stockholm Nézőszám: 30 631 Játékvezető: Charles Corver (holland) |

| 1976. szeptember 8. |

| Norvégia | 1 – 0       | Svájc |
| -------- | ----------- | ----- |
| Lund 75' | Jegyzőkönyv |       |

| Ullevaal Stadion, Oslo Nézőszám: 15 024 Játékvezető: Francis Rion (belga) |

| 1976. október 9. |

| Svájc                    | 1 – 2       | Svédország                |
| ------------------------ | ----------- | ------------------------- |
| Trinchero 40' (11-esből) | Jegyzőkönyv | Börjesson 29' Sjöberg 73' |

| St. Jakob stadion, Bázel Nézőszám: 30 000 Játékvezető: Hilmi Ok (török) |

| 1977. június 8. |

| Svédország                | 2 – 1       | Svájc    |
| ------------------------- | ----------- | -------- |
| Sjöberg 69' Börjesson 77' | Jegyzőkönyv | Risi 80' |

| Råsunda Stadion, Stockholm Nézőszám: 43 269 Játékvezető: Wright (ír) |

| 1977. szeptember 7. |

| Norvégia                | 2 – 1       | Svédország  |
| ----------------------- | ----------- | ----------- |
| Ottesen 34' Iversen 66' | Jegyzőkönyv | Sjöberg 53' |

| Ullevaal Stadion, Oslo Nézőszám: 23 065 Játékvezető: Adolf Prokop (keletnémet) |

| 1977. október 30. |

| Svájc      | 1 – 0       | Norvégia |
| ---------- | ----------- | -------- |
| Sulser 29' | Jegyzőkönyv |          |

| Wankdorfstadion, Bern Nézőszám: 11 000 Játékvezető: Valentyin Lipatov (szovjet) |

## Góllövőlista
|  |  |